# Europamästerskapen i curling
Europamästerskapen i curling är en landslagsturnering i curling som hade premiär 1975 och arrangeras av World Curling.

## Vinnare
| År   | Herrar                                 | Herrar                                                                                | Damer                                  | Damer                                                                                              | Spelplats                                |
| År   | Vinnande land                          | Vinnande lag                                                                          | Vinnande land                          | Vinnande lag                                                                                       | Spelplats                                |
| ---- | -------------------------------------- | ------------------------------------------------------------------------------------- | -------------------------------------- | -------------------------------------------------------------------------------------------------- | ---------------------------------------- |
| 1975 | Norge                                  | Knut Bjaanaes, Sven Kroken, Helmer Strømbo, Kjell Ulrichsen                           | Skottland                              | Betty Law, Jessie Whiteford, Beth Lindsay, Isobel Ross                                             | Megève, Frankrike                        |
| 1976 | Schweiz                                | Peter Attinger, Jr., Bernhard Attinger, Mattias Neuenschwander, Rüdi Attinger         | Sverige                                | Elisabeth Branäs, Elisabeth Högström, Eva Rosenhed, Anne-Marie Ericsson                            | Västberlin, Västtyskland                 |
| 1977 | Sverige                                | Ragnar Kamp, Björn Rudström, Håkan Rudström, Christer Mårtensson                      | Sverige                                | Elisabeth Branäs, Eva Rosenhed, Britt-Marie Ericson, Anne-Marie Ericsson                           | Oslo, Norge                              |
| 1978 | Schweiz                                | Jürg Tanner, Jürg Hornisberger, Franz Tanner, Patrik Lörtscher                        | Sverige                                | Inga Arfwidsson, Barbro Arfwidsson, Ingrid Appelquist, Gunvor Björhäll                             | Aviemore, Skottland, Storbritannien      |
| 1979 | Skottland                              | Jimmy Waddell, Willie Frame, Jim Forrest, George Bryan                                | Schweiz                                | Gaby Casanova, Betty Bourquin, Linda Thommen, Rosi Manger                                          | Varese, Italien                          |
| 1980 | Skottland                              | Barton Henderson, Greig Henderson, Bill Henderson, Alistair Sinclair                  | Sverige                                | Elisabeth Högström, Carina Olsson, Birgitta Sewik, Karin Sjögren                                   | Köpenhamn, Danmark                       |
| 1981 | Schweiz                                | Jürg Tanner, Jürg Hornisberger, Patrik Lörtscher, Franz Tanner                        | Schweiz                                | Susan Schlapbach, Irene Bürgi, Ursula Schlapbach, Katrin Peterhans                                 | Grindelwald, Bern, Schweiz               |
| 1982 | Skottland                              | Mike Hay, David Hay, David Smith, Russell Keiller                                     | Sverige                                | Elisabeth Högström, Katarina Hultling, Birgitta Sewik, Karin Sjögren                               | Kirkcaldy, Skottland, Storbritannien     |
| 1983 | Schweiz                                | Amédéé Biner, Walter Bielser, Alex Aufdenblatten, Alfred Paci                         | Sverige                                | Elisabeth Högström, Katarina Hultling, Birgitta Sewik, Karin Sjögren                               | Västerås, Sverige                        |
| 1984 | Schweiz                                | Peter Attinger, Jr., Bernhard Attinger, Werner Attinger, Kurt Attinger                | Tyskland                               | Almut Hege, Josefine Einsle, Suzanne Koch, Petra Tschetsch                                         | Morzine, Frankrike                       |
| 1985 | Tyskland                               | Rodger Gustaf Schmidt, Wolfgang Burba, Johnny Jahr, Hans-Joachim Burba                | Schweiz                                | Jaqueline Landolt, Christine Krieg, Marianne Uhlmann, Silvia Benoit                                | Grindelwald, Bern, Schweiz               |
| 1986 | Schweiz                                | Felix Luchsinger, Thomas Grendelmeier, Daniel Steiff, Fritz Luchsinger                | Tyskland                               | Andrea Schöpp, Almut Hege, Monika Wagner, Elinore Schöpp                                           | Köpenhamn, Danmark                       |
| 1987 | Sverige                                | Thomas Norgren, Jan Strandlund, Lars Strandqvist, Lars Engblom, Olle Håkansson        | Tyskland                               | Andrea Schöpp, Almut Hege, Monika Wagner, Suzanne Fink                                             | Oberstdorf, Bayern, Västtyskland         |
| 1988 | Skottland                              | David Smith, Mike Hay, Peter Smith, David Hay                                         | Sverige                                | Elisabeth Högström, Anette Norberg, Monika Jansson, Marie Henriksson                               | Perth, Skottland, Storbritannien         |
| 1989 | Skottland                              | Hammy McMillan, Norman Brown, Hugh Aitken, Jim Cannon                                 | Tyskland                               | Andrea Schöpp, Monika Wagner, Christina Haller, Heike Wieländer                                    | Engelberg, Obwalden, Schweiz             |
| 1990 | Sverige                                | Mikael Hasselborg, Hans Nordin, Lars Vågberg, Stefan Hasselborg                       | Norge                                  | Dordi Nordby, Hanne Pettersen, Mette Halvorsen, Anne Jøtun                                         | Lillehammer, Norge                       |
| 1991 | Tyskland                               | Roland Jentsch, Uli Sutor, Charlie Kapp, Alexander Huchel, Uli Kapp                   | Tyskland                               | Andrea Schöpp, Stephanie Mayer, Monika Wagner, Sabine Huth                                         | Chamonix, Frankrike                      |
| 1992 | Tyskland                               | Andy Kapp, Uli Kapp, Michael Schäffer, Oliver Axnick, Holger Höhne                    | Sverige                                | Elisabet Johansson, Katarina Nyberg, Louise Marmont, Elisabeth Persson                             | Perth, Skottland, Storbritannien         |
| 1993 | Norge                                  | Eigil Ramsfjell, Sjur Loen, Dagfinn Loen, Niclas Järund, Espen de Lange               | Sverige                                | Elisabet Johansson, Katarina Nyberg, Louise Marmont, Elisabeth Persson, Eva Eriksson               | Leukerbad, Valais, Schweiz               |
| 1994 | Skottland                              | Hammy McMillan, Norman Brown, Mike Hay, Roger McIntyre, Gordon Muirhead               | Danmark                                | Helena Blach Lavrsen, Dorthe Holm, Margit Pörtner, Helene Jensen, Lisa Richardson                  | Sundsvall, Sverige                       |
| 1995 | Skottland                              | Hammy McMillan, Norman Brown, Mike Hay, Roger McIntyre, Brian Binnie                  | Tyskland                               | Andrea Schöpp, Monika Wagner, Natalie Neßler, Carina Meidele, Heike Wieländer                      | Grindelwald, Bern, Schweiz               |
| 1996 | Skottland                              | Hammy McMillan, Norman Brown, Mike Hay, Brian Binnie, Peter Loudon                    | Schweiz                                | Mirjam Ott, Marianne Flotron, Franziska von Känel, Caroline Balz, Annina von Planta                | Köpenhamn, Danmark                       |
| 1997 | Tyskland                               | Andy Kapp, Uli Kapp, Oliver Axnick, Holger Höhne, Michael Schäffer                    | Sverige                                | Elisabet Gustafson, Katarina Nyberg, Louise Marmont, Elisabeth Persson, Margaretha Lindahl         | Füssen, Bayern, Tyskland                 |
| 1998 | Sverige                                | Peja Lindholm, Tomas Nordin, Magnus Swartling, Peter Narup, Joakim Carlsson           | Tyskland                               | Andrea Schöpp, Natalie Neßler, Heike Wieländer, Jane Boake-Cope, Andrea Stock                      | Flims, Graubünden, Schweiz               |
| 1999 | Skottland                              | Hammy McMillan, Warwick Smith, Ewan MacDonald, Peter Loudon, James Dryburgh           | Norge                                  | Dordi Nordby, Hanne Woods, Marianne Aspelin, Cecilie Torhaug                                       | Chamonix, Frankrike                      |
| 2000 | Finland                                | Markku Uusipaavalniemi, Wille Mäkelä, Tommi Häti, Jari Laukkanen, Pekka Saarelainen   | Sverige                                | Elisabet Gustafson, Katarina Nyberg, Louise Marmont, Elisabeth Persson, Christina Bertrup          | Oberstdorf, Bayern, Tyskland             |
| 2001 | Sverige                                | Peja Lindholm, Tomas Nordin, Magnus Swartling, Peter Narup, Anders Kraupp             | Sverige                                | Anette Norberg, Cathrine Norberg, Eva Lund, Maria Hasselborg, Anna Rindeskog                       | Vierumäki, Finland                       |
| 2002 | Tyskland                               | Sebastian Stock, Daniel Herberg, Stephan Knoll, Markus Messenzehl, Patrick Hoffman    | Sverige                                | Anette Norberg, Cathrine Norberg, Eva Lund, Helena Lingham, Maria Hasselborg                       | Grindelwald, Bern, Schweiz               |
| 2003 | Skottland                              | David Murdoch, Craig Wilson, Neil Murdoch, Euan Byers, Ronald Brewster                | Sverige                                | Anette Norberg, Eva Lund, Cathrine Norberg, Anna Bergström, Maria Prytz                            | Courmayeur, Italien                      |
| 2004 | Tyskland                               | Sebastian Stock, Daniel Herberg, Stephan Knoll, Markus Messenzehl, Patrick Hoffman    | Sverige                                | Anette Norberg, Eva Lund, Cathrine Norberg, Anna Bergström, Ulrika Bergman                         | Sofia, Bulgarien                         |
| 2005 | Norge                                  | Pål Trulsen, Lars Vågberg, Flemming Davanger, Bent Ånund Ramsfjell, Torger Nergård    | Sverige                                | Anette Norberg, Eva Lund, Cathrine Lindahl, Anna Bergström, Ulrika Bergman                         | Garmisch-Partenkirchen, Bayern, Tyskland |
| 2006 | Schweiz                                | Andi Schwaller, Ralph Stöckli, Thomas Lips, Damian Grichting                          | Ryssland                               | Ludmila Privivkova, Olga Jarkova, Nkeirouka Ezekh, Ekaterina Galkina                               | Basel, Basel-Stadt, Schweiz              |
| 2007 | Skottland                              | David Murdoch, Graeme Connal, Peter Smith, Euan Byers, David Hay                      | Sverige                                | Anette Norberg, Eva Lund, Cathrine Lindahl, Anna Svärd, Maria Prytz                                | Füssen, Bayern, Tyskland                 |
| 2008 | Skottland                              | David Murdoch, Ewan MacDonald, Peter Smith, Euan Byers, Graeme Connal                 | Schweiz                                | Mirjam Ott, Carmen Schäfer, Valeria Spälty, Janine Greiner, Carmen Küng                            | Örnsköldsvik, Sverige                    |
| 2009 | Sverige                                | Niklas Edin, Sebastian Kraupp, Fredrik Lindberg, Viktor Kjäll, Oskar Eriksson         | Tyskland                               | Andrea Schöpp, Monika Wagner, Melanie Robillard, Stella Heiss, Corinna Scholz                      | Aberdeen, Skottland, Storbritannien      |
| 2010 | Norge                                  | Thomas Ulsrud, Torger Nergård, Christoffer Svae, Håvard Vad Petersson, Markus Høiberg | Sverige                                | Stina Viktorsson, Christina Bertrup, Maria Wennerström, Margaretha Sigfridsson, Agnes Knochenhauer | Champéry, Valais, Schweiz                |
| 2011 | Norge                                  | Thomas Ulsrud, Torger Nergård, Christoffer Svae, Håvard Vad Petersson, Thomas Løvold  | Skottland                              | Eve Muirhead, Anna Sloan, Vicki Adams, Claire Hamilton, Kay Adams                                  | Moskva, Ryssland                         |
| 2012 | Sverige                                | Niklas Edin, Sebastian Kraupp, Fredrik Lindberg, Viktor Kjäll, Oskar Eriksson         | Ryssland                               | Anna Sidorova, Liudmila Privivkova, Margarita Fomina, Ekaterina Galkina, Nkeiruka Ezekh            | Karlstad, Sverige                        |
| 2013 | Schweiz                                | Sven Michel, Claudio Pätz, Sandro Trolliet, Simon Gempeler, Benoît Schwarz            | Sverige                                | Margaretha Sigfridsson, Maria Prytz, Christina Bertrup, Maria Wennerström, Agnes Knochenhauer      | Stavanger, Norge                         |
| 2014 | Sverige                                | Niklas Edin, Oskar Eriksson, Kristian Lindström, Christoffer Sundgren, Henrik Leek    | Schweiz                                | Binia Feltscher, Irene Schori, Franziska Kaufmann, Christine Urech, Carole Howald                  | Champéry, Schweiz                        |
| 2015 | Sverige                                | Niklas Edin, Oskar Eriksson, Kristian Lindström, Christoffer Sundgren, Henrik Leek    | Ryssland                               | Anna Sidorova, Margarita Fomina, Alexandra Raeva, Nkeirouka Ezekh, Anna Kovaleva                   | Esbjerg, Danmark                         |
| 2016 | Sverige                                | Niklas Edin, Oskar Eriksson, Rasmus Wranå, Christoffer Sundgren, Henrik Leek          | Ryssland                               | Julia Guzieva, Galina Arsenkina, Uljana Vasileva, Viktorija Moisejeva, Julia Portunova             | Renfrewshire, Skottland                  |
| 2017 | Sverige                                | Niklas Edin, Oskar Eriksson, Rasmus Wranå, Christoffer Sundgren, Henrik Leek          | Skottland                              | Eve Muirhead, Anna Sloan, Vicki Adams, Lauren Gray, Kelly Schafer                                  | Sankt Gallen, Schweiz                    |
| 2018 | Skottland                              | Bruce Mouat, Grant Hardie, Bobby Lammie, Hammy McMillan Jr., Ross Whyte               | Sverige                                | Anna Hasselborg, Sara McManus, Agnes Knochenhauer, Sofia Mabergs, Johanna Heldin                   | Tallinn, Estland                         |
| 2019 | Sverige                                | Niklas Edin, Oskar Eriksson, Rasmus Wranå, Christoffer Sundgren, Daniel Magnusson     | Sverige                                | Anna Hasselborg, Sara McManus, Agnes Knochenhauer, Sofia Mabergs, Johanna Heldin                   | Helsingborg, Sverige                     |
| 2020 | Inställt på grund av Covid-19-pandemin | Inställt på grund av Covid-19-pandemin                                                | Inställt på grund av Covid-19-pandemin | Inställt på grund av Covid-19-pandemin                                                             | Inställt på grund av Covid-19-pandemin   |
| 2021 | Skottland                              | Bruce Mouat, Grant Hardie, Bobby Lammie, Hammy McMillan Jr., Ross Whyte               | Skottland                              | Eve Muirhead, Vicky Wright, Jennifer Dodds, Hailey Duff, Mili Smith                                | Lillehammer, Norge                       |
| 2022 | Skottland                              | Bruce Mouat, Grant Hardie, Bobby Lammie, Hammy McMillan Jr., Kyle Waddell             | Danmark                                | Madeleine Dupont, Mathilde Halse, Denise Dupont, My Larsen, Jasmin Lander                          | Östersund, Sverige                       |
| 2023 | Skottland                              | Bruce Mouat, Grant Hardie, Bobby Lammie, Hammy McMillan Jr., Kyle Waddell             | Schweiz                                | Silvana Tirinzoni, Alina Pätz, Selina Witschonke, Carole Howald, Stefanie Berset                   | Aberdeen, Skottland                      |
| 2024 | Tyskland                               | Marc Muskatewitz, Benjamin Kapp, Felix Messenzehl, Johannes Scheuerl, Mario Trevisiol | Schweiz                                | Silvana Tirinzoni, Alina Pätz, Carole Howald, Selina Witschonke, Stefanie Berset                   | Lohja, Finland                           |